# Katya Meyers
Katya Meyers (* 4. August 1980) ist eine ehemalige US-amerikanische Triathletin. 

## Werdegang
Katya Meyers startet als Profi-Triathletin, promoviert an der University of California und arbeitet zudem als Fotomodell.
Seit 2015 tritt sie nicht mehr international in Erscheinung. Sie lebt in San Diego.

## Sportliche Erfolge
| Datum/Jahr    | Rang | Wettbewerb             | Austragungsort | Zeit     | Bemerkung                                           |
| ------------- | ---- | ---------------------- | -------------- | -------- | --------------------------------------------------- |
| 22. Feb. 2015 | 9    | Challenge Wanaka       | Wanaka         | 10:56:54 |                                                     |
| 26. Juni 2011 | 7    | Ironman France         | Nizza          | 10:07:04 |                                                     |
| 4. Okt. 2009  | 2    | Ironman 70.3 Putrajaya | Putrajaya      | 04:36:17 | zweiter Rang hinter der Australierin Rachael Paxton |
| 7. Nov. 2009  | 8    | Ironman Florida        | Panama City    | 09:35:53 | [ 2 ]                                               |
| 28. Juni 2009 | 6    | Ironman France         | Nizza          | 09:58:30 |                                                     |
| 2008          | 10   | Ironman Louisville     | Louisville     |          |                                                     |
| 2008          | 6    | Ironman France         | Nizza          |          |                                                     |
| 25. Juni 2006 | 4    | Ironman France         | Nizza          | 10:18:40 | [ 3 ]                                               |
| 2006          | 11   | Ironman Australia      | Port Macquarie |          |                                                     |

| Datum/Jahr    | Rang | Wettbewerb                     | Austragungsort | Zeit | Bemerkung |
| ------------- | ---- | ------------------------------ | -------------- | ---- | --------- |
| 16. Aug. 2006 | 2    | Xterra Costa Rica Championship | Costa Rica     |      |           |

(DNF – Did Not Finish)